# Theewaterskloof-gát
A Theewaterskloof-gát a Dél-afrikai Köztársaságban található, a Fokváros vízellátásának közel 41 százalékát adó, egyben a legnagyobb térfogattal rendelkező környékbeli víztározó a Sonderend-folyón. A gát Villiersdorp mellett helyezkedik el, Western Cape tartományban. A gátat 1978-ban adták át a Western Cape Vízellátó Rendszer keretein belül. Térfogata 480 millió m³. A főváros mintegy 4 millió lakosát ellátó létesítmény egyebek mellett az ipari és a mezőgazdasági szükségleteket is kiszolgálja. 

## Vízkorlátozások
A 2015 óta tartó csapadékszegény időjárás következtében a gát mögötti víztározó szintje kritikus szintet ért el. 2016-ban Fokvárosban korlátozták a város vízfogyasztását 600 millió liter/nap értékre. A korlátozás értelmében a lakosság számára tilos volt a kocsimosás és a virágoskertek öntözése, valamint összesen 100 liter/nap/fő mennyiségben szabályozták az egyének vízfogyasztását. A medencék csapvízzel való feltöltését is megtiltották. 
A 2017-es száraz évszak végére a Theewaterskloof-gát tározójában a vízszint már csak 12,9 százalékát érte el a szokásos vízmennyiségnek. Egy vihar 2017 júniusában 15 százalékra emelte a vízszintet. Ettől eltekintve a csapadékmennyiség a 2017-es év egésze során szokatlanul alacsony maradt. A csökkenő vízszintről készült beszámolók ösztönözték a helyi lakosságot vízfogyasztásuk mérséklésére és felhívták a figyelmet az édesvíz jelentőségére. 2017. július elsején a vízkorlátozás szintjét 4-es szintről 4b szintre emelték. Ez alapján már csak 87 liter/nap/fő vízmennyiséget fogyaszthattak a helyi lakosok. Mivel 2017 második felében és 2018 elején sem esett megfelelő mennyiségű csapadék, ezért 2018 február elsejétől 50 liter/nap/fő mennyiségben korlátozzák a lakosság vízfogyasztását. A vészforgatókönyv szerint legkésőbb 2018 áprilisában, egészen pontosan 2018. április 12-én megszűnhet a vízszolgáltatás a fővárosban.

## Csapadékmennyiség és térfogat
A gát által feltartóztatott maximális víztömeg térfogata 480 millió m³. A tározó vízgyűjtő területe 500 km², mely főleg a környező Hottentots Holland hegység magaslatairól lefutó kisebb patakok vize. A területen a hosszú távú megfigyelések alapján az évi csapadékos napok száma 69 nap. A feljegyzések alapján a 2015 óta tartó száraz időszak időjárási rekordnak számít a térség éghajlatát tekintve.

## Fordítás
Ez a szócikk részben vagy egészben  a   Theewaterskloof Dam című angol Wikipédia-szócikk ezen változatának fordításán alapul.  Az eredeti cikk szerkesztőit annak laptörténete sorolja fel. Ez a jelzés csupán a megfogalmazás eredetét és a szerzői jogokat jelzi, nem szolgál a cikkben szereplő információk forrásmegjelöléseként.